# Planeta de cristal
Planeta de cristal este un film românesc din 1980 regizat de Virgil Mocanu.